# 福正寺 (石川県能登町)
福正寺（ふくしょうじ）は、石川県鳳珠郡能登町にある浄土真宗東本願寺派の寺院。山号は飯林山。

## 概要
蓮如から教化を受けた開基・道正は1475年 (文明6年) 六字名号と文一通を賜り、20年後の1494年（明応3年）能登国町野総道場として当寺をほぼ現在地に建立した。
当時付近では、「合鹿椀」なる器が盛んに製造されていたようで毎月の講で門徒らの斎の器として使用された。
1979年 (昭和54年) の本願寺の宗派離脱にともない、門信徒とともに真宗大谷派を離脱。現在東京本願寺を本山とする浄土真宗東本願寺派となっている。

## 文化財
- 本堂向拝 – 1961年 (昭和36年) 11月3日、柳田村 (当時) から文化財指定を受けた[2]。
- 珠洲焼花瓶 – 1962年 11月3日、村から文化財指定を受けた[2]。
- 紙本淡彩出山釈迦図 – 1987年 11月3日、村から文化財指定を受けた[2]。

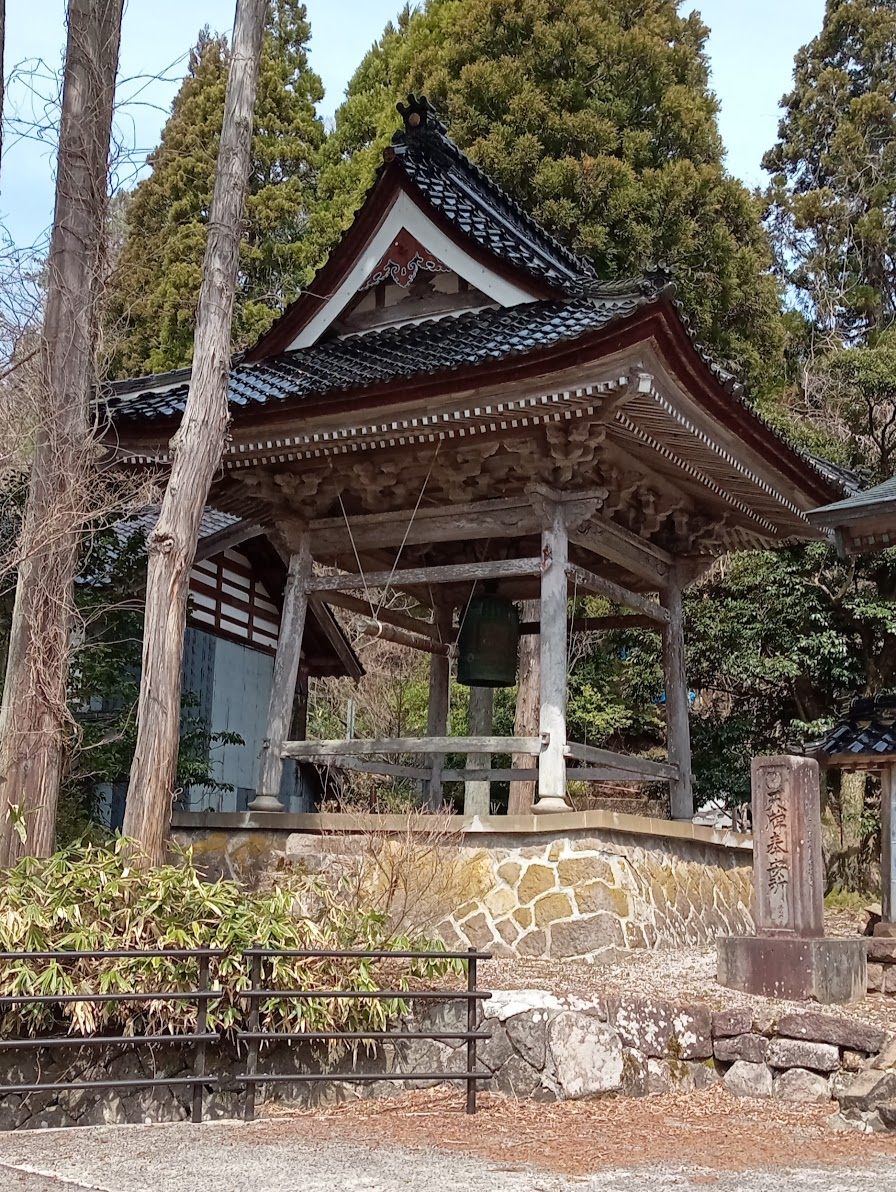
鐘
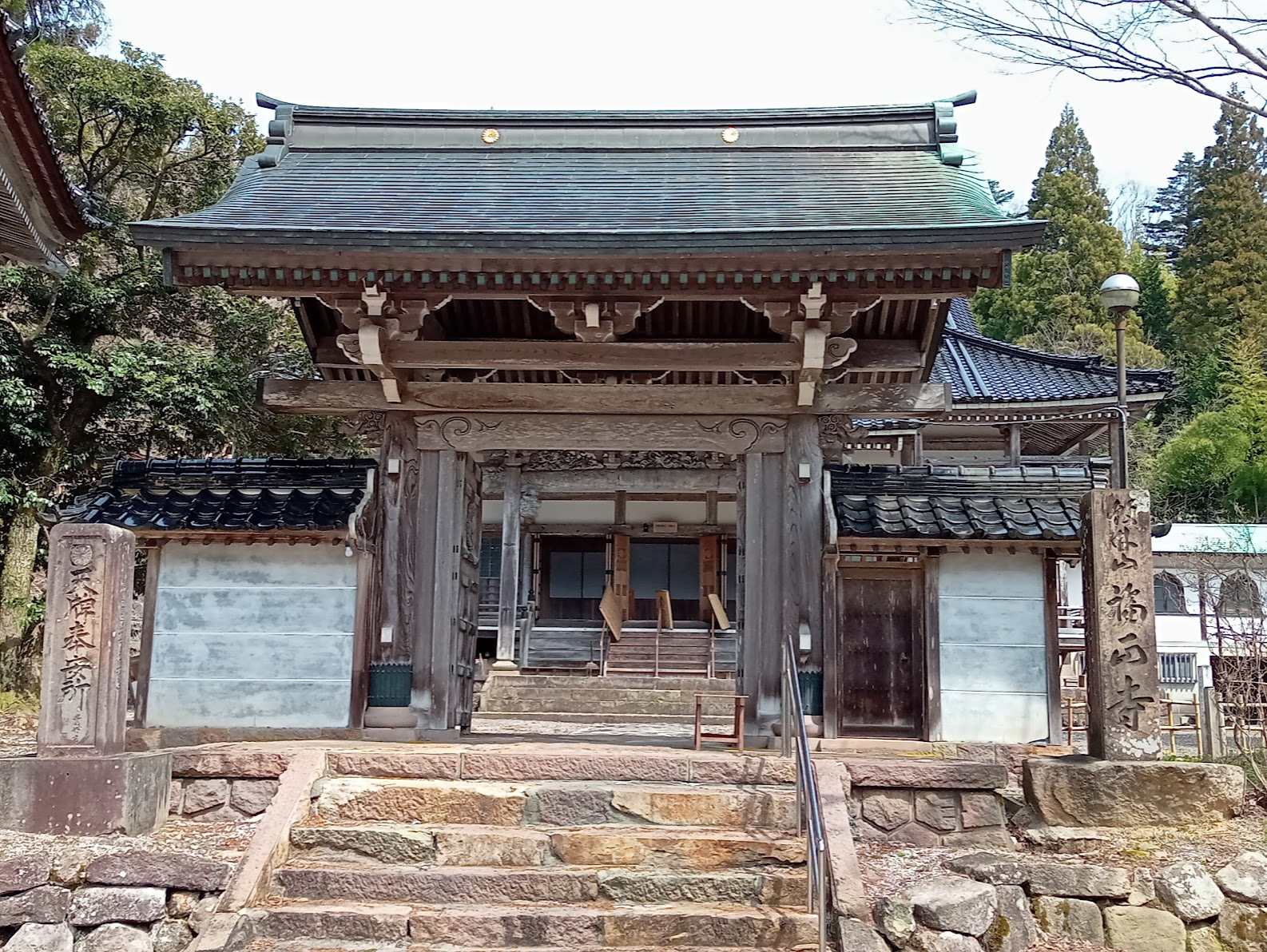
山門
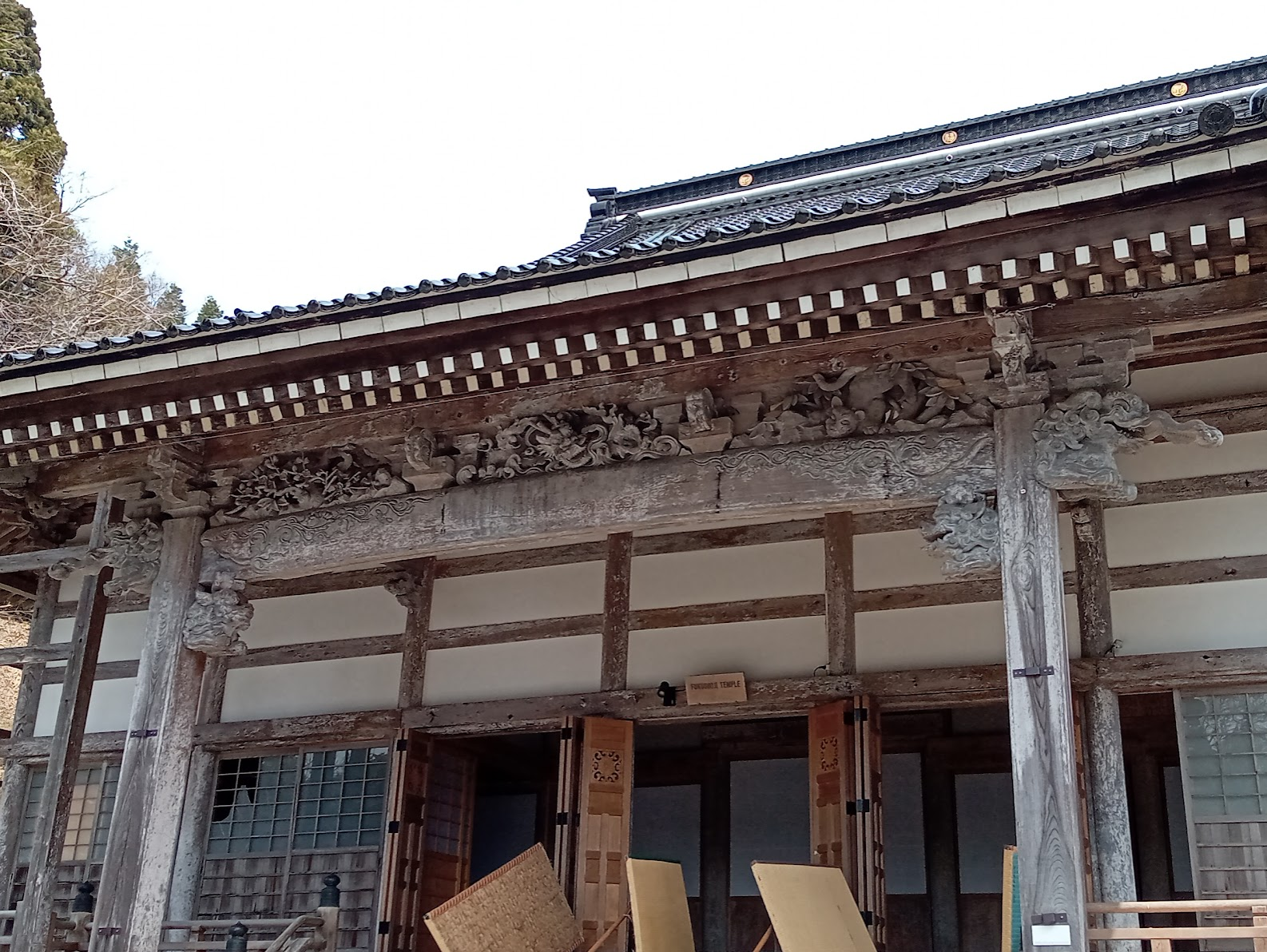
向拝

## 現地情報

### 所在地
- 石川県鳳珠郡能登町字合鹿31‐10

### 交通アクセス
- 能登空港より車で10分

### 周辺
- 能登町柳田植物公園